# Richard Weinberger
Richard Weinberger, född 7 juni 1990, är en kanadensisk simmare. 
Weinberger tävlade för Kanada vid olympiska sommarspelen 2012 i London, där han tog brons i maratonsimningen på öppet vatten.
Vid olympiska sommarspelen 2016 i Rio de Janeiro slutade Weinberger på 17:e plats i maratonsimningen på öppet vatten.

## Personliga rekord
| Långbana (50 meter) - 1 500 meter frisim – 15.37,40 (Victoria, 2 april 2011) | Kortbana (25 meter) - 800 meter frisim – 7.50,40 (Charlottetown, 24 augusti 2009) - 1 500 meter frisim – 15.11,14 (Victoria, 21 januari 2011) |